# Jean Van Cant
Jean (Jan) Van Cant (* 20. November 1888 in Blauwput bei Löwen oder 6. Juni 1891; † 20. März 1926) war ein belgischer Fußballspieler.

## Laufbahn
Van Cant spielte für Racing Club Mechelen als Stürmer. Für den Klub erzielte er in den Jahren 1910 bis 1912 und 1919 bis 1921 in 61 Erstligaspielen 13 Tore. 1912 stieg der Klub aus der belgischen Erstklassigkeit ab, nach dem Wiederaufstieg 1914 pausierte der Spielbetrieb aufgrund des Ersten Weltkriegs für fünf Jahre.
Van Cant war von 1912 bis 1914 für die belgische Nationalmannschaft aktiv, dabei erzielte er in zehn Länderspielen sieben Tore. In einem Freundschaftsspiel gegen Deutschland am 23. November 1913 gelangen ihm beim 6:2-Sieg drei Tore.